# ゴミ箱診断
ゴミ箱診断（ごみばこしんだん、英: wastebasket diagnosis または 英: trashcan diagnosis）とは、基本的に医学的でない理由で患者や診療記録部門に下される曖昧な診断のことである。近年、より適切な名称として「医学的に説明不可能な症状（英: medically unexplained symptoms: MUS）」とも呼称される。

## 概要
患者が、明らかだが、特定できない医学的問題を抱えている場合、相談した症状の存在を医師に信じてもらえるかどうか不安な患者を安心させたい場合、患者が医師にレッテルを貼るよう圧力をかける場合、医師が治療の承認を官僚的に容易にしたい場合などに、ゴミ箱診断が行われることがある。
また、この用語は、論争になっている病状を表すために侮蔑的に使用されることもある。この意味で、この用語は、その病態が適切に分類されていないことを意味する。この言葉は、その病態を持つ個人の予後が、正確に定義された臨床項目と比較して、より異質であるという意味合いを含んでいることもある。診断ツールが進歩すれば、このようなゴミ箱診断が適切に定義され、臨床診断に再分類される可能性がある。ゴミ箱診断はしばしば専門医によって行われ、患者は長期的な管理のためにプライマリケア医に戻される。

一般的なゴミ箱診断には、以下のようなものがある。
- 慢性疲労症候群（未診断の疲労に適用する場合）[10]
- 線維筋痛症（未診断の疼痛に適用する場合）[10]
- 無症候性（英語版）甲状腺機能低下症
- 血清学的陰性関節リウマチ
- 過敏性腸症候群
- 慢性疼痛症候群
- 肋軟骨炎（未診断の胸痛に適用した場合）[10]
- 肋膜炎
- 胃食道逆流症（未診断の胸痛に適用した場合）[10]
- 胸腺リンパ体質[11]
- 自律神経失調症[12][13][14]
- 化学物質過敏症[2]
- 尿路感染症[15]

反応性低血糖は、空腹時の正常な生理反応を訴える人に対するゴミ箱診断として用いられてきた。このような場合、それ以上重篤な病名が特定できないときに、この病名が提示される。気管支炎は、病気の子供に病名をつけるためのゴミ箱診断として使われることがある。

## 歴史
偽診断は現代に始まったことでは無い。世界中の医学界では、「体液の調整」"rectifying the humors"、"marthambles"（実在しない造語の病名）、「神経衰弱」、患者の家族の印象を良くするために作られたラテン語風の要領を得ない病名まで、ゴミ箱診断の概念を濫用した長い歴史がある。

## 管理
医療界では、ゴミ箱診断を管理するための最良のアプローチについて、しばしば意見が分かれる。医師にとって最大の課題は、患者が病気の間は診続けるという関心と欲求を維持することである。抗うつ薬や認知療法が一般的に行われる。この認知療法は、これらの診断の元になる感情的な基盤の可能性や、その障害を特定できない患者を精神病理学的に理解しようとする医師の努力について述べるものである。